# Myxogastria
A Myxogastria (ICZN), más néven Myxomycetes (ICN) az Amoebozoa osztálya, 5 renddel, 14 családdal, 62 nemzetséggel és 888 fajjal. Hétköznapi nevükön plazmódiumos vagy „valódi” nyálkagombák.
Minden faja számos különböző morfológiai fázison megy át, például mikroszkopikus egysejtűek, szabad szemmel látható nyálkás amorf élőlények és változatos alakú termőtestek is lehetnek. Bár egysejtűek, nagy lehet méretük és tömegük: akár 1 m-esek is lehetnek, tömegük elérheti a 20 kg-ot.
A Myxogastria világszerte megtalálható, de gyakoribb a mérsékelt övezetben, ahol diverzitása nagyobb a poláris, a szubtrópusi és a trópusi területeknél. Általában erdőkben található, de előfordulhatnak sivatagokban, hótakaró vagy víz alatt. Megtalálhatók fákon akár azok föld feletti részein magasan is. Ezek a kortikulaképző nyálkagombák. Legtöbb fajuk nagyon kicsi.

## Taxonómia és besorolás

### Nevezéktan
A ma a Myxogastria szinonimájaként kezelt Myxomycota a görög μύξα (müksza) és a μύκης (mükész), gomba szavakból származik, A Myxogastria nevet 1970-ben vezette be Lindsay Shepherd Olive az 1899-ben Thomas Huston Macbride által bevezetett Myxogastridae családhoz. A svéd Elias Magnus Fries számos nyálkagombát írt le 1829-ben a Myxogasteresben. Hétköznapi nevük a „valódi nyálkagombák”. Egyesek a Myxogastriát önálló országnak tekintik a molekuláris és fejlődési adatok eltérése miatt. A Myxogastria rendjei közti kapcsolatok ismeretlenek.

### Elterjedés
Az új taxonok folyamatos leírása alapján az osztályt nem teljesen írták le. Egy 2000-es cikk szerint 1012 hivatalosan elfogadott taxonja volt, ebből 866 faj. Egy másik, 2007-es tanulmány szintén több mint 1000 nyálkagombataxonról szólt, ebből a Myxogastria volt a legnagyobb csoport több mint 900 fajjal. Szekvenált környezeti mintákon alapuló becslések szerint 1200–1500 faja van, több, mint a korábbiak szerint. Az 1012 taxonból kevés faj gyakori: 305 fajt 1 helyen vagy csoportban írtak le, 258-at több helyen írtak le 2–20 alkalommal, és csak 446-ot írtak le több helyen 20-nál többször.
Az újrasorolás nehéz a Myxogastria morfológiai plaszticitása miatt, csak kevés jellemző fontos diagnosztikailag kevés fajra.:39–53 Korábban a szerzők kevés példa alapján kívántak új taxonokat leírni, de ez még nemzetségszinten is sok duplikációt okoz. Például a Squamuloderma nullifila valójában a Didymium nemzetség egyik faja.:7–37

### Besorolás és filogenetika

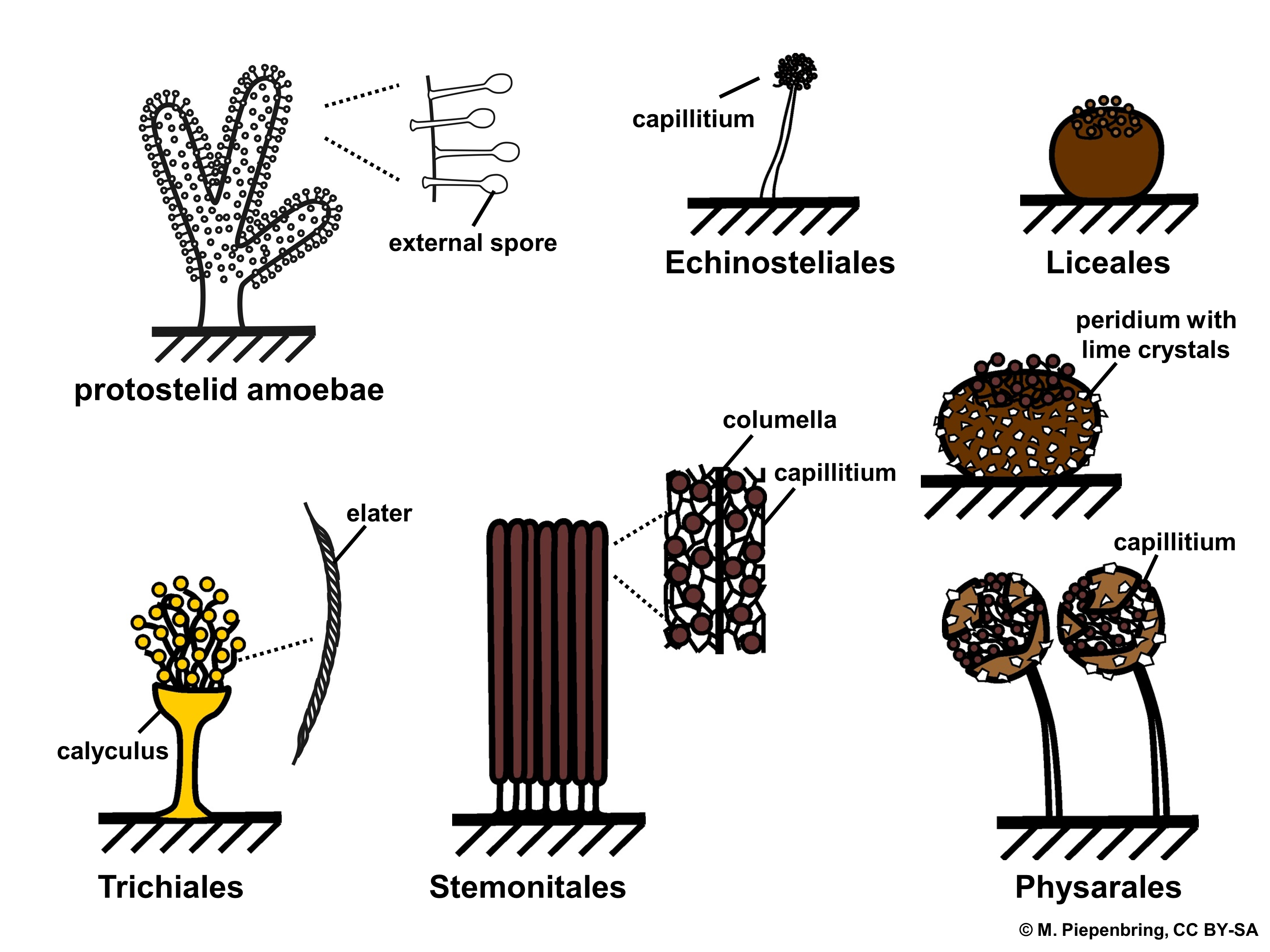
A Protostelida és a Myxogastria csoportjainak (Echinosteliales, Liceales, Trichiales, Stemonitales, Physarales) spórangiumtípusai

Az alábbi besorolás Adl et al. 2005-ös besorolásán alapul, az osztályok és további taxonok Dykstra és Keller 2000-es besorolásán, akik a Myxogastriát a Mycetozoába sorolták. Testvértaxonja a Dictyostelia alosztály. Ezek a Protosteliával együtt alkotják az Eumycetozoa taxont. Ezen alosztályok legfőképp a termőtestképzésben térnek el: míg a Protostelia minden egymagvú sejtből önálló termőtestet fejleszt, a Dictyostelia sejtkomplexeket – álplazmódiumokat – képez belőlük, melyek termőtestté alakulnak.
Cladus Myxogastria (v. Myxomycetes)
- Classis Ceratiomyxomycetes Hawksworth, Sutton & Ainsworth 1983
  - Ordo Ceratiomyxida Martin 1949 ex Farr & Alexopoulos 1977
  - Ordo Protosporangiida Shadwick & Spiegel 2012
- Classis Myxomycetes Link 1833 em. Haeckel 1866
  - Subclassis Lucisporomycetidae Leontyev et al. 2019 (világos spórájú nem sejtes nyálkagombák)
    - Superordo Cribrarianae Leontyev 2015
      - Ordo Cribrariales Macbride 1922
        - Familia Cribrariaceae Rostafinski 1873

    - Superordo Trichianae Leontyev 2015
      - Ordo Reticulariales Leontyev 2015
        - Familia Reticulariaceae Rostafinski 1873

      - Ordo Liceales Jahn 1928
        - Familia Liceaceae Rostafinski 1873

      - Ordo Trichiales Macbride 1922
        - Familia Dianemidae Macbride 1899
        - Familia Trichiidae Rostafinski 1826

  - Subclassis Collumellidia Leontyev et al. 2019 (Dark‑spored acellular slime moulds) 
    - Ordo Echinosteliopsidales Shchepin et al.
      - Familia Echinosteliopsidaceae Olive 1970

    - Superordo Echinostelianae Leontyev 2015
      - Ordo Echinosteliales Martin 1961
        - Familia Echinosteliaceae Rostafinski ex Cooke 1877

    - Superordo Stemonitanae Leontyev 2015
      - Ordo Clastodermatales Leontyev et al. 2019
        - Familia Clastodermataceae Alexopoulos & Brooks 1971

      - Ordo Meridermatales Leontyev 2015
        - Familia Meridermataceae Leontyev 2015

      - Ordo Stemonitales Macbride 1922
        - Familia Comatrichaceae Leontyev 2015
        - Familia Stemonitidaceae Fries 1829

      - Ordo Physarales Macbride 1922
        - Familia Didymiaceae Rostafinski ex Cooke 1877
        - Familia Lamprodermataceae Leontyev 2015
        - Familia Physaraceae Chevallier 1826

Egyes besorolások szerint e rendek egy része a Myxogastromycetidae alosztály tagja.

## Jellemzők és életciklus

### Egyesjtű, egymagvú fázis

#### Spórák

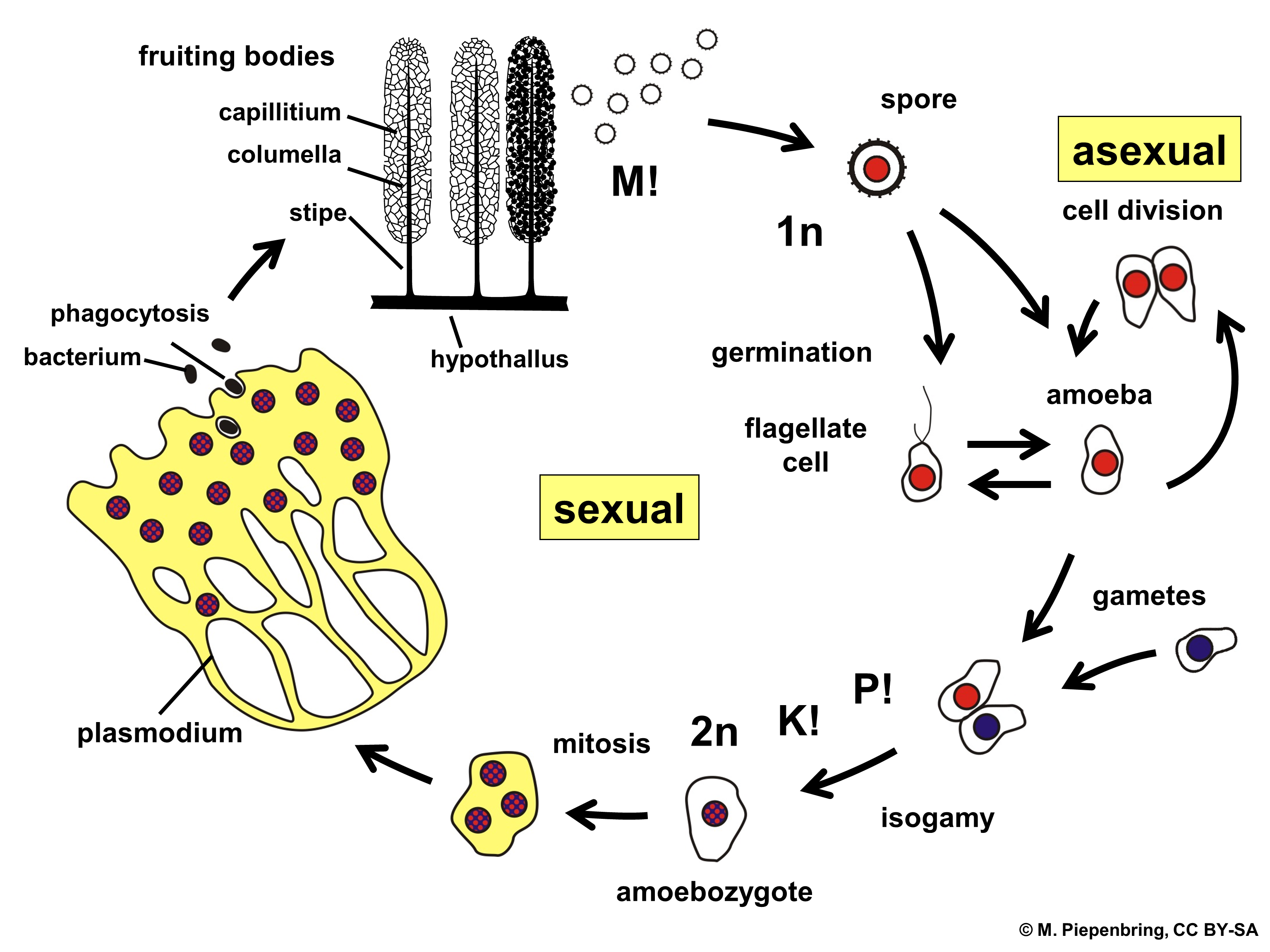
A Stemonitalesbe tartozó Stemonitis életciklusa

A Myxogastria spórái haploidak, általában gömbölyűek, átmérőjük általában 5–20 μm, néha akár a 24 μm-t is elérheti. Felszínük általában hálózatos, gömbölyű, szemölcsös, tüskés vagy – ritkán – sima. Színük a szerkezet révén látható, a spórák maguk nem pigmentáltak. Egyes fajokban, például a Badhamia nemzetségéiben a spórák csomókat alkotnak. A spóraszín, -alak és -méret a fajok azonosításában fontos jellemző.
A csírázáshoz fontos jellemzők a hőmérséklet és a nedvesség. A spórák általában több évig csírázhatnak, vannak herbáriumi példányokban őrzött spórák, melyek 75 év után csíráztak. A spórafejlődés után előbb diploidok lesznek, majd a meiózis a spórában történik. Csírázáskor a spórahéjak csírapórusok mentén felnyílnak vagy szabálytalanul felszakadva 1–4 haploid protoplasztot bocsát ki.

#### Mixamőbák, mixoflagellátok

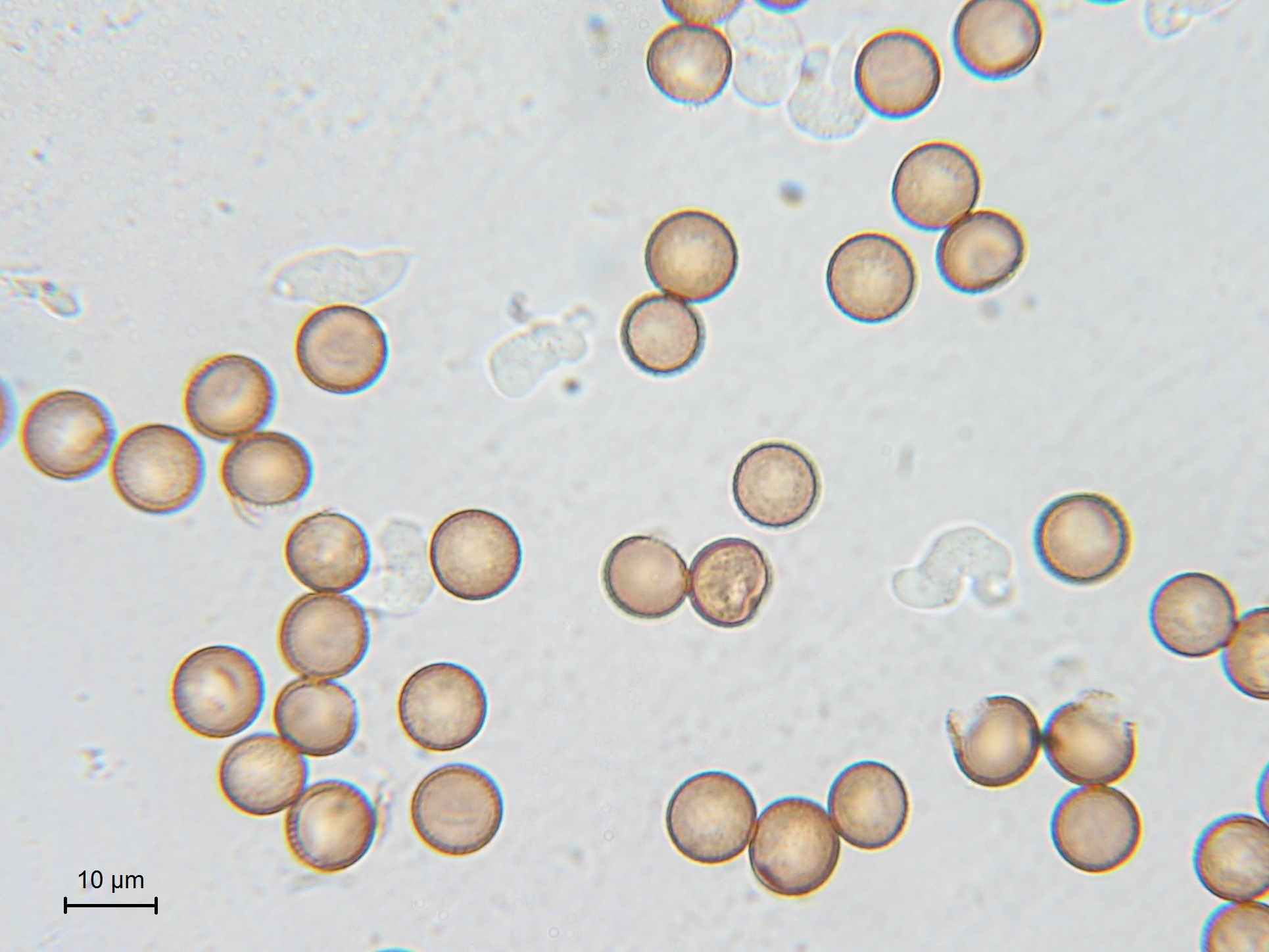
Csírázott Symphytocarpus flaccidus-mixoflagellátok és nyílt spórák

Az ivarosan szaporodó fajokban a haploid sejtek a spórákból csíráznak. Környezettől függően mixamőba vagy mixoflagellát csírázik innen. Előbbiek amőbákként mozognak a szubsztráton, és száraz környezetben jelennek meg. Utóbbiak ostorosak, úszhatnak, és nedves környezetben alakulnak ki. Általában 2 ostoruk van, egyikük a másiknál rövidebb, néha csak vesztigiális. Céljuk a mozgás és a tápanyagok közelebb hozása. Nedvességváltozáskor a sejtek e két alak közt válthatnak. Egyik alaknak sincs sejtfala. Ez és a következő fejlődési szakasz tápanyagot biztosít, az első trofikus fázis. Ezen egysejtű fázisban a fajok baktériumokat, gombaspórákat és valószínűleg oldott anyagokat esznek, és egyszerű osztódással szaporodnak. Kedvezőtlen környezet, például extrém hőmérséklet, szárazság vagy tápanyaghiány esetén hosszú életű, fékony héjú kvieszcens állapotba (ciszta) kerülhet. Ekkor a mixamőbák kerekké válnak, és vékony sejtfaluk lesz. Ezen alakban könnyen túlélhetnek legalább egy évig. A körülmények javulásakor ismét aktívvá válhatnak.

#### Zigogenezis
Ha két azonos típusú sejt e fázisban találkozik, egymást diploid zigótává termékenyítik protoplazma- és sejtmagegyesülés révén. Az ezt okozó körülmények ismeretlenek. A diploid zigóta többmagvú plazmódiummá alakul több sejtosztódás nélküli magosztódás révén. Ha e sejtek ostorosak voltak, visszaalakulnak mixamőbává. A zigótakeletkezés két különböző ivari típusú sejtet igényel (heterotallikus szaporodás).

### Plazmódium

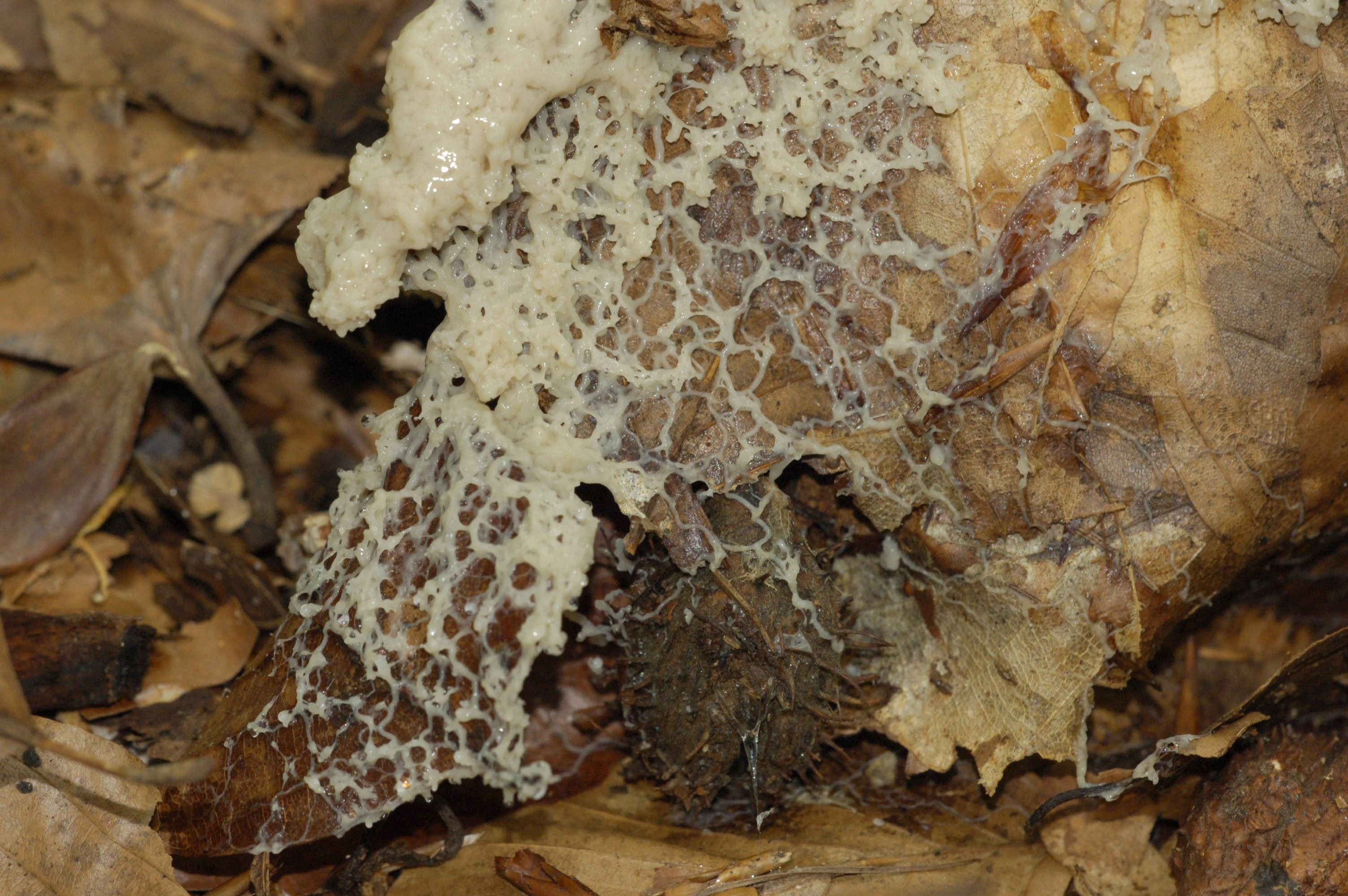
Termőtestté alakuló plazmódium

A második trofikus fázis a plazmódium kifejlődésével indul. E többmagvú élőlény a lehető legtöbb tápanyagot veszi fel fagocitózissal. Ezek származhatnak baktériumokból, protisztákból, oldott anyagokból, penészből, magasabb rendű gombákból és kis szervesanyag-részecskékből. Ez jelentős növekedést tesz lehetővé. A sejtmag többször osztódhat, a sejt pedig láthatóvá válhat szabad szemmel is, felülete fajtól függően akár 1 m2 is lehet, de 1987-ben egy mesterségesen tenyésztett Physarum polycephalum-sejt 5,5 m2-es felületet is elért. Fajai a plazmódiumállapotban számos sejtmaggal rendelkeznek, a kis protoplazmódiumok 8–100, a nagy hálózatok 100–10 000 000 maggal rendelkeznek. Ezek mind egy viszkózus, nyálkás sejt részei maradnak, mely lehet átlátszó, fehér vagy világos narancs, sárga vagy rózsaszín.
E sejt kemotaxisra és negatív fototaxisra képes, vagyis képes a tápanyagok felé és a veszélyes anyagokkal és a fénnyel szemben haladni. A mozgás a szemcsés citoplazmában történik, mely egyirányú pulzációval történik a sejtben. Így a sejt sebessége akár 1 mm/s is lehet, ez növényi sejtekben 2–78 μm/s. E fázisban nyugalmi állapot (szklerócium) is előfordulhat. Ez kemény, ellenálló forma számos „makrocisztával”, melyek lehetővé teszik a kedvezőtlen körülmények túlélését például télen vagy száraz időszakokban.

### Termőtestképzés
Az érett plazmódiumok megfelelő körülmények közt termőtestet képezhetnek. Ennek okai ismeretlenek, de hőmérséklet-, nedvesség- vagy pH-változásokat és alacsony tápanyagtartalmat feltételeztek egyes fajaiban. A plazmódiumok nem vesznek fel több tápanyagot, és pozitív fototaxissal száraz, világos helyre mennek az optimális spóraterjedéshez. A termőtestképzés elindításakor az nem marad abba, zavarok esetén hibás termőtestek jelenhetnek meg.

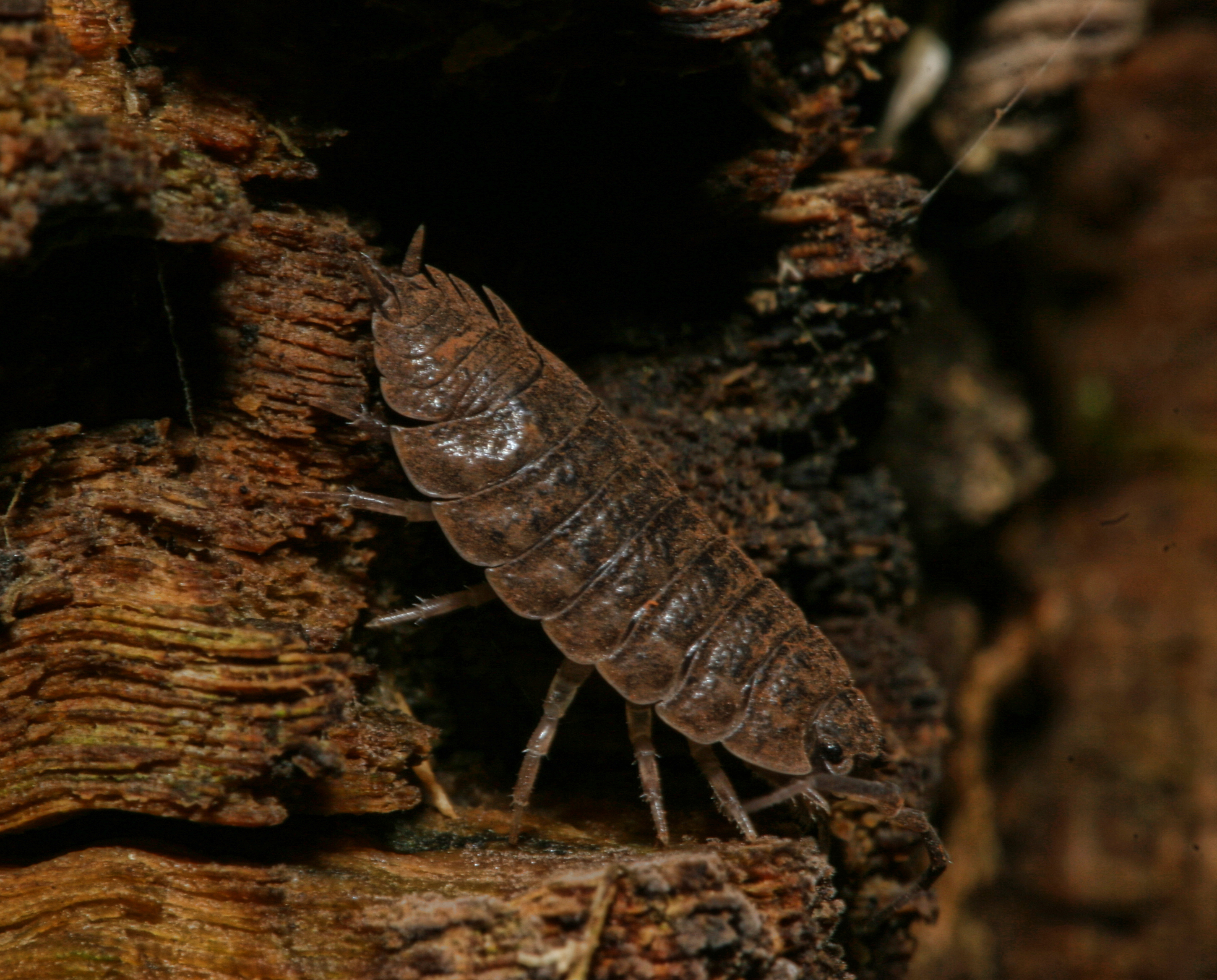
Fatetű Myxogastria-spórákkal

A plazmódium vagy a termőtestrészek 1 mm-nél kisebbek lehetnek, de különösen nagy esetekben felülete 1 m2 lehet, tömege pedig 20 kg (Brefeldia maxima). Gyakran száras vagy sima spórangiumok nem sejtes tövekkel, de eres vagy hálóz plazmodiokarpok, tűpárna alakú etáliumok vagy hozzájuk hasonló áletáliumok lehetnek. A termőtestek szélén gyakran van hipotallusz. A sok spóra hálós vagy fonalas kapillítiumban van, és a legtöbb fajnál megtalálható, kivéve a Liceida és az Echinostelium esetén. A nyílt termőtestek kiszáradása után a spórákat a szél vagy kis állatok, például tetvek vagy bogarak terjesztik, melyek azokat a termőtesttel érintkezve vagy azt felvéve és kiürítve bocsátják ki. A vízzel való szórás is lehetséges, de kis szerepe van.

### Ivartalan alakok
Egyes fajok ivartalanul is szaporodhatnak, ezek folyamatosan diploidak. Nincs ekkor meiózis a spóracsírázás előtt, és a plazmódiumkeletkezés két sejt megtermékenyítése nélkül történik.

## Elterjedés és ökológia

### Elterjedés
A Myxogastria világszerte megtalálható, minden kontinensen találtak fajokat. Azonban mivel a világ sok része nem volt felfedezve vagy bejárva, pontos elterjedésük nem ismert. Európát és Észak-Amerikát tekintik általában a Myxogastria-fajok alapvető elterjedési helyének. 2000-es kutatások szerint a legtöbb faj elterjedési helye nem nagy. Leggyakoribbak a mérsékelt övezetben, ritkábbak a sarkokon és szubtrópusi vagy trópusi éghajlaton. A szubsztrát fizikai jellemzői és a klíma a fajok jelenlétének fontos sempontjai. Ritkán endemikusak.
A fajok az északi területek közt megtalálhatók Alaszkában, Izlandon, Észak-Skandináviában, Grönlandon és Oroszországban. Ezek nemcsak bizonyos specializált fajok – egy áttekintő tanulmány szerint több mint 150 fajt találtak Izland, Grönland, Észak-Oroszország és Alaszka arktikus és szubarktikus részein, jóval a fahatáron túl. Grönlandon élőhelyük elérheti a 77. szélességi kört. A Myxogastria biodiverzitása és előfordulása mérsékelt övezeti erdőkben a legnagyobb, mely számukra ideális a sok szerves anyag, a megfelelő (nem túl magas) páratartalom és a havi fajok számára a tartós hótakaró miatt.
Kevés trópusi és szubtrópusi faj van, főleg mivel a magas páratartalom megakadályozza a spóraszóráshoz szükséges termőtestszáradást, és elősegíti a penészfertőzést. További tényezők az erdők alacsony fénymennyisége, mely csökkenti a fototaxist, az enyhe szelek, a rossz talaj, a természetes ellenségek és a heves esők, melyek elmoshatnak vagy lebonthatnak sejteket. A talaj- vagy holtfalakó fajok száma a páratartalom növekedésével csökken. Egy Costa Rica-i tanulmány szerint a felfedezések 73%-a a trópusi nedves erdőkre, 18%-a a trópusi premontán vizes erdőkben, 9%-a az alsó premontán esőerdőkben történt.
Az Antarktiszon a Déli-Shetland-szigeteken, a Déli-Orknye-szigeteken, Déli-Georgián és az Antarktiszi-félszigeten is találtak fajokat. Az antarktikus és szubantarktikus fajok ritkábbak, mint az arktikusak, de az elérhetetlenség fontos tényező lehet. 1983-ig csak 5 példányt azonosítottak, ezután csak egyéni eredmények ismertek. A két régió nyálkagombáinak összehasonlítása szerint a szubantarktiszi erdőkben több ismert faj van, például az argentin Patagónia és a Tűzföld területén 67, a Macquarie-szigeten 22.

### Élőhelyek

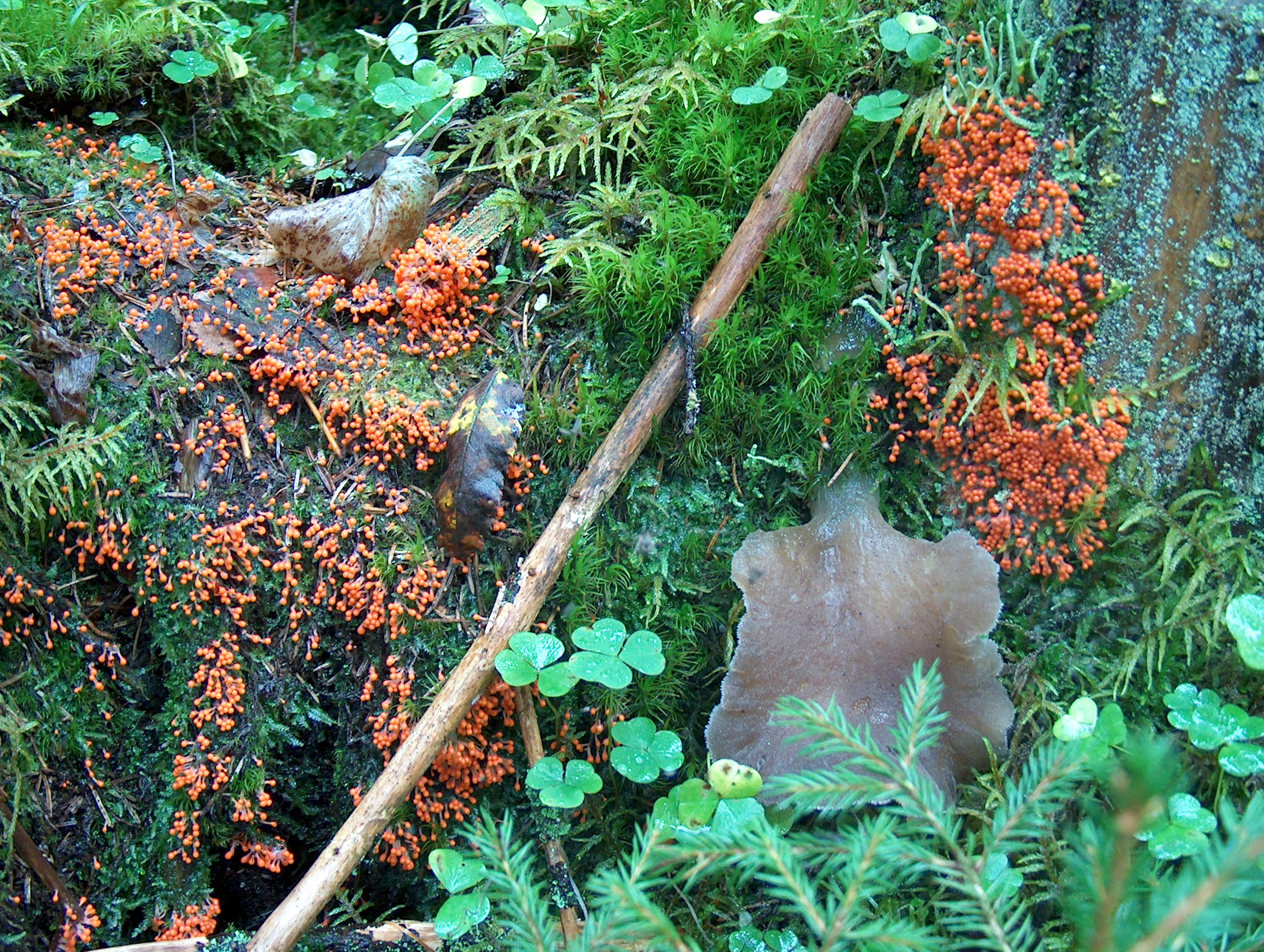
Trichia decipiens (Trichiales, rózsaszín spórangiumok) mohákkal, gombákkal és növényekkel holtfán

A legtöbb faj szárazföldön él erdőkben. Legfontosabb mikroélőhelye a holtfa, élőfa-kéreg, rothadó növényi anyag, talaj és állati ürülék. Számos különös helyen találhatók, teljes csoportja zárt hótakaróban él a gyors termőtestképzéshez, például fagyáskor, majd spóráit kibocsátja. Sivatagon – a Sonora-sivatagon például 33 fajt azonosítottak – vagy trópusi növények levelein is megélnek. Egyes fajok vízi környezetben élnek, például a Didymium, a Physarum, a Perichaena, a Fuligo, a Comatricha és a Licea, melyek mixoflagellátokként és plazmódiumokként élnek víz alatt. A Didymium difforme kivételével minden faj csak a víz apadásakor vagy elhagyásakor képzett termőtestet.

### Kapcsolat más élőlényekkel

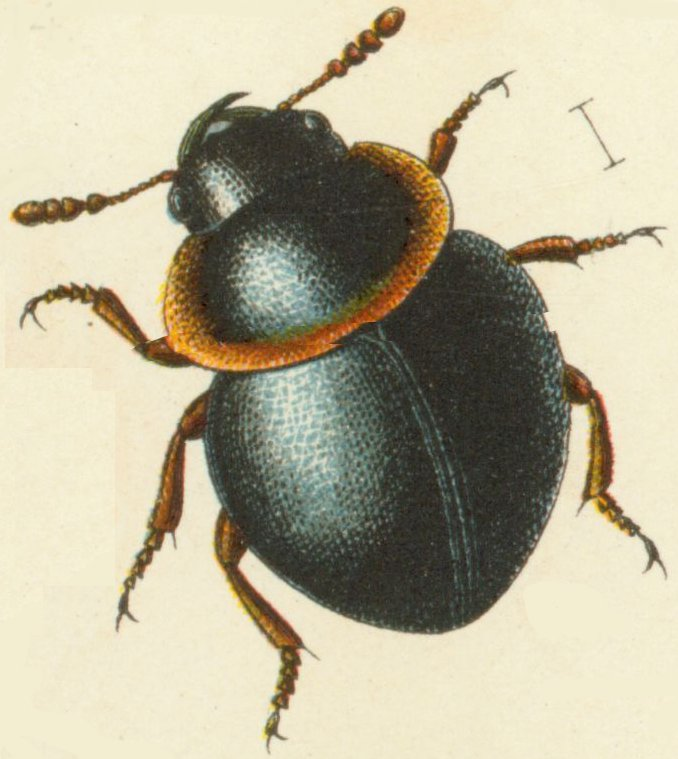
Agathidium mandibulare, a Myxogastria természetes ellensége

2012-ig a Myxogastria más élőlényekkel való kapcsolatát nem vizsgálták. Természetes ellensége számos ízeltlábú, például az atkák, az ugróvillások, de különösen a bogarak, például a Staphylinidae,:304 round fungus beetles,:269 a Rhysodinae,:174 Eucinetidae,:433 a Clambidae,:438 az Eucnemidae,:61 Sphindidae,:300 a Cerylonidae:424 és a Latridiinidae.:483 Számos fonálféreg is ellensége, ezek a plazmódiumok citoszoljához rögzítik elülső részüket, vagy akár szálaikon belül élnek. Egyes Diptera-fajok erre specializálódnak: ezek főleg a Mycetophilidae, a Sciaridae és a Drosophilidae tagjai. Az Epicypta testata különösen gyakori, különösen Enteridium lycoperdon, Enteridium splendens, Lycogala epidendrum és Tubifera ferruginosa fajokon.
Egyes gombák a Myxogastriát felhasználják, ezek legtöbbje tömlősgomba. A leggyakoribb ilyen gomba a Verticillium rexianum, mely általában Comatricha- vagy Stemonitis-fajokat használ. A Gliocladium album és Sesquicillium microsporum gyakoriak a Physaridaen, míg a Polycephalomyces tomentosus bizonyos Trichiidae-fajokon gyakori. A Nectriopsis violacea a Fuligo septicát használja fel. Egyes plazmódiumok baktériumokkal, például az Enterobacteriaceaevel asszociálnak. Ezek kombinációja megkötheti a légköri nitrogént, vagy például a lignin, a karboximetilcellulóz vagy a xilán bontásához szükséges enzimeket termelhet. Bizonyos esetekben a plazmódiumok só- vagy nehézfémtűrővé váltak így.
Egyes tagjai, például a Physarum például fűfélékben betegséget okoznak, de általában nem kell kontrollálni.

## Fosszíliák
A Myxogastria-fosszíliák igen ritkák. A plazmódiumok és a termőtest rövid élettartama és törékeny szerkezete miatt a fosszilizáció és a hasonló folyamatok nem lehetségesek. Csak a spórák kövülhetnek meg. Néhány fosszilizált élő állapot borostyánban található.
2010-ig 3 termőtestet, 2 spórát és 1 plazmódiumot írtak le. 2 régebbi taxon – Charles Eugène Bertrand 1892-es Myxomycetes mangini és Bretonia hardingheni faja – most vitatott és általában elutasított taxon. Friedrich Walter Domke 1952-ben egy 35–40 millió éves Stemonitis splendenst talált balti borostyánban. A termőtestek állapota és teljessége lehetővé teszi a pontos meghatározást. Ugyane helyről, időből és anyagból a Heinrich Dörfelt és Alexander Schmidt által először 2003-ban leírt Arcyria sulcata fajt is megtalálták, mely a mai Arcyria denudata fajhoz hasonlít. Mindkettő alapján a Myxogastria-termőtestek kevéssé változtak az utóbbi 35–40 millió évben.
Azonban a balti borostyánból leírt Protophysarum balticum Dörfelt et Schmidt 2006 kérdéses. A fosszília a nemzetség általános jellemzőinek nem felelt meg, és nem számított érvényes publikációnak, mivel nem rendeltek hozzá tudományos nevet. Ezenkívül a termőtest fontos részletei nem voltak láthatók, vagy az azonosításnak ellentmondtak. Mai feltételezések szerint a Chaenotheca nemzetséghez hasonló zuzmóé a fosszília.
Az egyetlen ismert fennmaradt plazmódiumfosszíliát dominikai borostyánban találták, és a Physaridába sorolták. Azonban ez is kétséges, mivel a publikációt bizonyíték hiányában elégtelennek sorolták be.
2019-ben feltehetően 99 millió év körüli (késő kréta) Stemonitis-sporokárpokat találtak mianmari borostyánban. Ezek nem különböztethetők meg létező taxonoktól, hosszú morfológiai változatlanságra utalva.
Csak két mineralizált fosszíliájuk ismert, két 1971-ben talált spóráé, egyikük a feltehetően posztglaciális korszakból származó Trichia favoginea. Palinológiai kutatásokban a Myxogastria-spórák elnyelése miatt nem ismerték fel a fosszíliát.

## Kutatástörténet
Természetük miatt a Myxogastriát hosszú ideig nem kutatták. Thomas Panckow a Lycogala epidendrumot először „Fungus vito crescentes”-nek (gyorsan növő gomba) nevezte 1654-es Herbarium Portatile, oder behendes Kräuter- und Gewächsbuch című művében. 1729-ben Pier Antonio Micheli azt mondta, hogy a gombák különböznek a penészektől, Heinrich Friedrich Link vele egyetértett 1833-ban. Elias Magnus Fries a plazmódiumot először 1829-ben írta le, 35 évvel később Anton de Bary megfigyelte a spóracsírázást. Ő fedezte fel a mozgó sejt ciklózisát, állatszerűnek látta őket, így a szó szerint gombaállatokat jelentő Mycetozoába sorolta. Ez a 20. század második feléig fennmaradt.
1874-től 1876-ig Józef Tomasz Rostafiński, Anton de Bary hallgatója írta az első nagy monográfiát a csoportról. Arthur Lister és Gulielma Lister három monográfiája 1894-ben, 1911-ben és 1925-ben jelent meg. Ezek alapvető munkák voltak a Myxogastriáról, akárcsak Thomas H. Macbride és George Willard Martin 1934-es The Myxomycetes című műve. A 20. század második felének fontos munkái voltak George Willard Martin és Constantine John Alexopoulos 1969-es és Lindsay Shepherd Olive 1975-ös monográfiája. Az első a legfontosabb, ezzel „kezdődött a Myxogastria taxonómiájának modernkora”. További fontos kutatók többek közt Persoon, Rostafinski, Lister, Macbridge, Martin és Alexopoulos, akik sok fajt írtak le és soroltak be.